# KURO GAMES
KURO GAMES (クロゲームズ、中国語: 库洛游戏; 拼音: Kù Luò yóuxì) はコンピュータゲームの開発および運営を主業務とする中国の企業。
開発タイトルに『パニシング:グレイレイヴン』『鳴潮』など。
ゲームに加えてKURO GAMESはアニメシリーズ、小説、コミックス、音楽やフィギュア等のグッズなど様々な商品を製作している。

## 歴史
KURO GAMESの前身は2014年に珠海で設立されたZhuhai Kuro Technology Co. Ltd.(珠海库洛科技有限公司)であった。2015年広州市に会社を移転し、Guangzhou Kuro Technology Co., Ltd (广州库洛科技有限公司)と社名を変更した。
2016年9月に最初のゲームタイトルである戦場のツインテールが正式リリース（2018年にサービス終了）。
2017年には後にパニシング:グレイレイヴンの開発を開始し、同年はGuangzhou Kuro Technology Company Limitedによって、約30人の従業員から成る比較的小規模な会社として設立された。
2019年10月23日、HERO GAMES (英雄互娱)から3000万ドルの増資を受ける。これによりHERO GAMESがKURO GAMESの株の32.5%を所有することになると発表した。
2021年、パニシング:グレイレイヴンとNieR:Automataのコラボを発表した。
2022年、オープンワールドアクションRPGである鳴潮の製作を発表し、中国でクローズドテストを開始した。
2023年3月17日、テンセントはKURO GAMESに出資し、同社の14.33%の株を保有したと発表した。これにより、同社の株式はHERO GAMESが37.07%、テンセントが14.33%、48.59%が設立チームによって保有されることとなった。

## タイトル
- 戦場のツインテール (2018年にサービス終了)[11]
- パニシング:グレイレイヴン (2020年12月日本版サービスイン)[12]
- 鳴潮 (2024年5月サービスイン)[13]